# Genki Nagasato
Genki Nagasato (jap. 永里 源気, Nagasato Genki; * 16. Dezember 1985 in Atsugi) ist ein japanischer Fußballspieler.

## Karriere
Genki Nagasato erlernte das Fußballspielen in der Jugendmannschaft des Zweitligisten Shonan Bellmare in Hiratsuka. Hier unterschrieb er 2004 auch seinen ersten Vertrag. Nach 102 Spielen für den Club in der J2 League wechselte er 2009 zum Ligakonkurrenten Tokyo Verdy. Hier stand er 36 Mal auf dem Spielfeld. Nach einem Jahr wechselte er zu dem ebenfalls in der Zweiten Liga spielenden Avispa Fukuoka nach Fukuoka. In Fukuoka schoss er 15 Tore in 35 Spielen. 2011 wechselte er nach Kōfu zu Ventforet Kofu, einem Verein, der in der Ersten Liga, der J1 League spielte. Mitte 2011 wurde er für fünf Monate an den Zweitligisten FC Tokyo ausgeliehen. Zum Ligakonkurrenten Gainare Tottori wechselte er 2013. Nach einer Saison bei Tottori unterschrieb er 2014 einen Vertrag in Thailand. Hier schloss er sich dem Erstligisten Ratchaburi Mitr Phol nach Ratchaburi an. Bis 2015 schoss er 16 Tore in 63 Ligaspielen. Zum Zweitligisten Port FC aus Bangkok zog es ihn 2016. Bis 2017 spielte er 32 Mal in der Thai Premier League Division 1. Ende 2016 wurde er mit Port Tabellendritter und stieg somit in die erste Liga auf. 2018 kehrte er wieder in seine Heimat zurück und schloss sich dem Regionalligisten Tokyo United FC an. Nach zwei Jahren wechselte er Anfang 2020 zu Hayabusa Eleven.